# Elliott Quow
Elliott Quow (nascut el 3 de març de 1962) és un atleta estatunidenc retirat.